# Zahoroșcea (Kornîn), Rivne
Zahoroșcea (în ucraineană Загороща) este un sat în comuna Kornîn din raionul Rivne, regiunea Rivne, Ucraina.

## Demografie
Componența lingvistică a localității Zahoroșcea
     Ucraineană (99,6%)
     Alte limbi (0,4%)
Conform recensământului din 2001, majoritatea populației localității Zahoroșcea era vorbitoare de ucraineană (99,6%), existând în minoritate și vorbitori de alte limbi.